# Psaume 4
Le psaume 4 est attribué à David.

## Texte
| verset | original hébreu                                          | traduction française de Louis Segond | Vulgate latine |
| ------ | -------------------------------------------------------- | --- | --- |
| 1      | לַמְנַצֵּחַ בִּנְגִינוֹת, מִזְמוֹר לְדָוִד                                | [Au chef des chantres.] [Avec instruments à cordes.] [Psaume de David.]                                                                         | [In finem] [In carminibus psalmus David]                                                                            |
| 2      | בְּקָרְאִי, עֲנֵנִי אֱלֹהֵי צִדְקִי--בַּצָּר, הִרְחַבְתָּ לִּי; חָנֵּנִי, וּשְׁמַע תְּפִלָּתִי   | Quand je crie, réponds-moi, Dieu de ma justice ! Quand je suis dans la détresse, sauve-moi ! Aie pitié de moi, écoute ma prière !               | Cum invocarem exaudivit me Deus iustitiae meae in tribulatione dilatasti mihi miserere mei et exaudi orationem meam |
| 3      | בְּנֵי אִישׁ, עַד-מֶה כְבוֹדִי לִכְלִמָּה--תֶּאֱהָבוּן רִיק; תְּבַקְשׁוּ כָזָב סֶלָה    | Fils des hommes, jusques à quand ma gloire sera-t-elle outragée ? Jusques à quand aimerez-vous la vanité, chercherez-vous le mensonge ? [Pause] | Filii hominum usquequo gravi corde ut quid diligitis vanitatem et quaeritis mendacium [diapsalma]                   |
| 4      | וּדְעוּ--כִּי-הִפְלָה יְהוָה, חָסִיד לוֹ; יְהוָה יִשְׁמַע, בְּקָרְאִי אֵלָיו       | Sachez que l’Éternel s’est choisi un homme pieux ; l’Éternel entend, quand je crie à lui.                                                       | Et scitote quoniam mirificavit Dominus sanctum suum Dominus exaudiet me cum clamavero ad eum                        |
| 5      | רִגְזוּ, וְאַל-תֶּחֱטָאוּ: אִמְרוּ בִלְבַבְכֶם, עַל-מִשְׁכַּבְכֶם; וְדֹמּוּ סֶלָה        | Tremblez, et ne péchez point ; parlez en vos cœurs sur votre couche, puis taisez-vous. [Pause]                                                  | Irascimini et nolite peccare quae dicitis in cordibus vestris in cubilibus vestris conpungimini [diapsalma]         |
| 6      | זִבְחוּ זִבְחֵי-צֶדֶק; וּבִטְחוּ, אֶל-יְהוָה                            | Offrez des sacrifices de justice, et confiez-vous à l’Éternel.                                                                                  | Sacrificate sacrificium iustitiae et sperate in Domino multi dicunt quis ostendet nobis bona                        |
| 7      | רַבִּים אֹמְרִים, מִי-יַרְאֵנוּ-טוֹב: נְסָה עָלֵינוּ, אוֹר פָּנֶיךָ יְהוָה       | Plusieurs disent : Qui nous fera voir le bonheur ? Fais lever sur nous la lumière de ta face, ô Éternel !                                       | Signatum est super nos lumen vultus tui Domine dedisti laetitiam in corde meo                                       |
| 8      | נָתַתָּה שִׂמְחָה בְלִבִּי; מֵעֵת דְּגָנָם וְתִירוֹשָׁם רָבּוּ                     | Tu mets dans mon cœur plus de joie qu’ils n’en ont quand abondent leur froment et leur moût.                                                    | A fructu frumenti et vini et olei sui multiplicati sunt                                                             |
| 9      | בְּשָׁלוֹם יַחְדָּו, אֶשְׁכְּבָה וְאִישָׁן: כִּי-אַתָּה יְהוָה לְבָדָד; לָבֶטַח, תּוֹשִׁיבֵנִי | Je me couche et je m’endors en paix, car toi seul, ô Éternel ! tu me donnes la sécurité dans ma demeure.                                        | In pace in id ipsum dormiam et requiescam                                                                           |

## Usages liturgiques

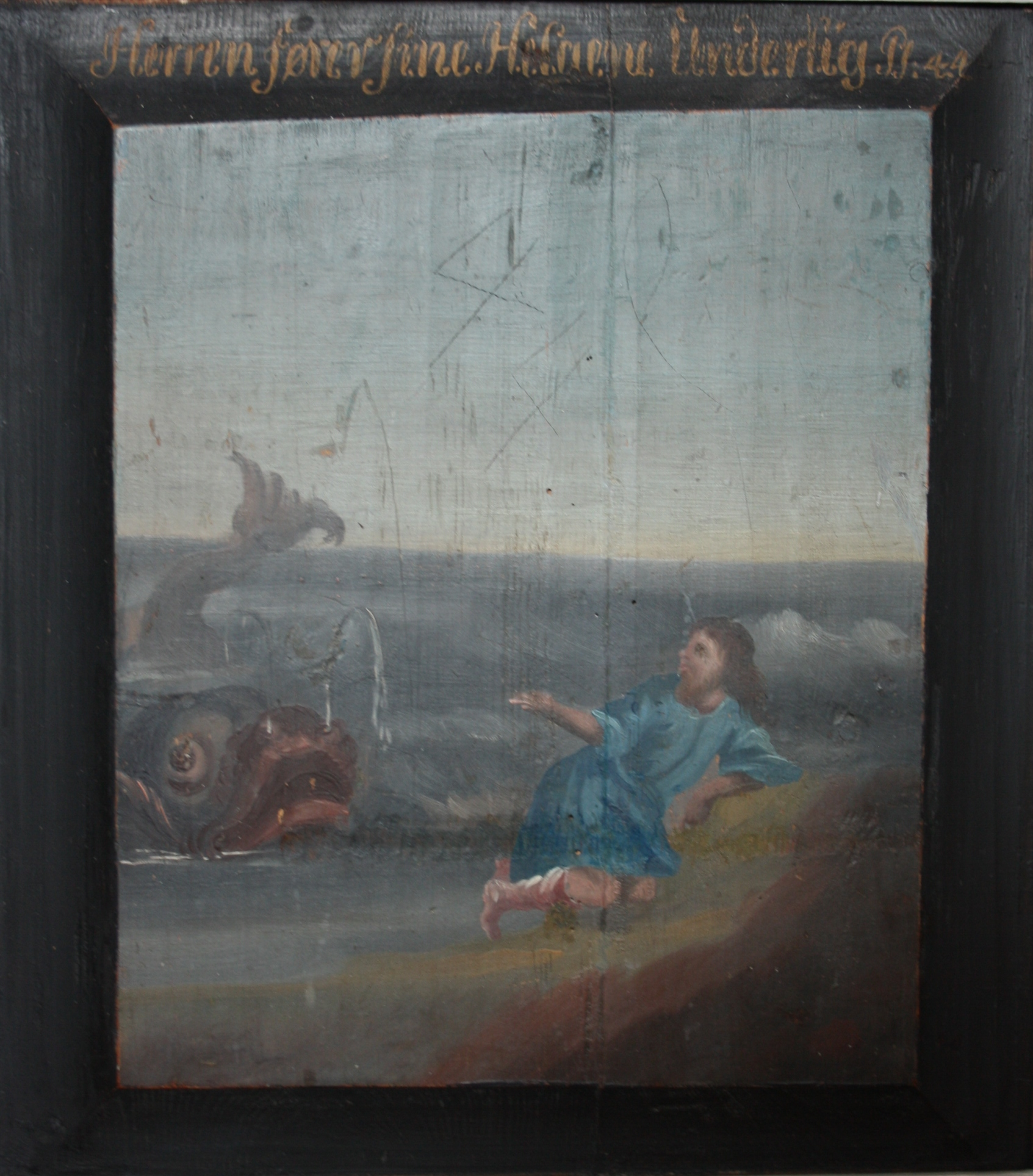
Peinture danoise de Mogens Christian Thrane illustrant le verset 4 du psaume 4 : Sachez que l’Éternel s’est choisi un homme pieux.

### Dans le judaïsme
Le verset 5 du psaume 4 fait partie du shema du coucher, et le verset 7 est inclus dans la prière des Yamim Noraïm, les jours redoutables.,,

### Dans le christianisme

#### Chez les catholiques
Une fois que Saint Benoît de Nursie attribua ce psaume à l'office de complies dans la règle de saint Benoît fixée vers 530, celui-ci était quotidiennement exécuté et suivi des psaume 91 (90) et psaume 134 (133),.
Encore le psaume 4 est-il, dans la liturgie des Heures actuelles, récité à compli le samedi soir et la veille des solennités.

## Mise en musique
Michel-Richard de Lalande écrit un grand motet (S41) au regard de ce psaume en 1692, pour les offices célébrés à la chapelle royale du château de Versailles, notamment pour Louis XIV. Marc-Antoine Charpentier a composé vers 1689 un "Cum invocarem exaudivit me" H.198 , pour solistes, chœur, flûtes, cordes et basse continue. Henry Desmarest, Nicolas Bernier, André Campra, autres contemporains de Michel-Richard de Lalande, ont également écrit un grand motet sur ce psaume.